# Kepler-62f
Kepler-62f je extrasolární planeta obíhající spolu s dalšími čtyřmi planetami hvězdu Kepler-62 (spektrální třídy K2V) vzdálenou přibližně 1 200 světelných let (370 parseků) od Země v souhvězdí Lyry. Planeta se nachází v tzv. obyvatelné zóně, což znamená, že na jejím povrchu se může udržet voda v kapalném stavu. Patrně se jedná o terestrické (kamenné) těleso a mohl by se na jeho povrchu vyskytovat oceán. Astronomové se podle získaných dat domnívají, že by planeta mohla mít teoreticky i svůj vlastní měsíc (poskytnutá data ale nejsou natolik přesná, aby se tyto informace mohly potvrdit). Každopádně Kepler-62f patří mezi planety velmi podobné Zemi s vhodnými podmínkami pro vznik mimozemského života. Faktem je, že celá hvězdná soustava je o asi 2 miliardy let starší než sluneční soustava.

## Údaje
Mateřská hvězda
- Hvězda - Kepler-62

Spektrální klasifikace - K
- Souhvězdí - Lyry
- Rektascenze - 18h 52m 51,06s
- Deklinace - +45° 20′ 59.507
- Hvězdná velikost - 13,75
- Vzdálenost od Země - 1 200 ly (370 pc)
- Hmotnost - 0,69 Sluncí
- Poloměr - 0,64 Sluncí
- Teplota - 4 652 °C (4 925 K)

Planeta
- Poloměr - 1,41 poloměrů Země
- Velká poloosa - 0,718 AU

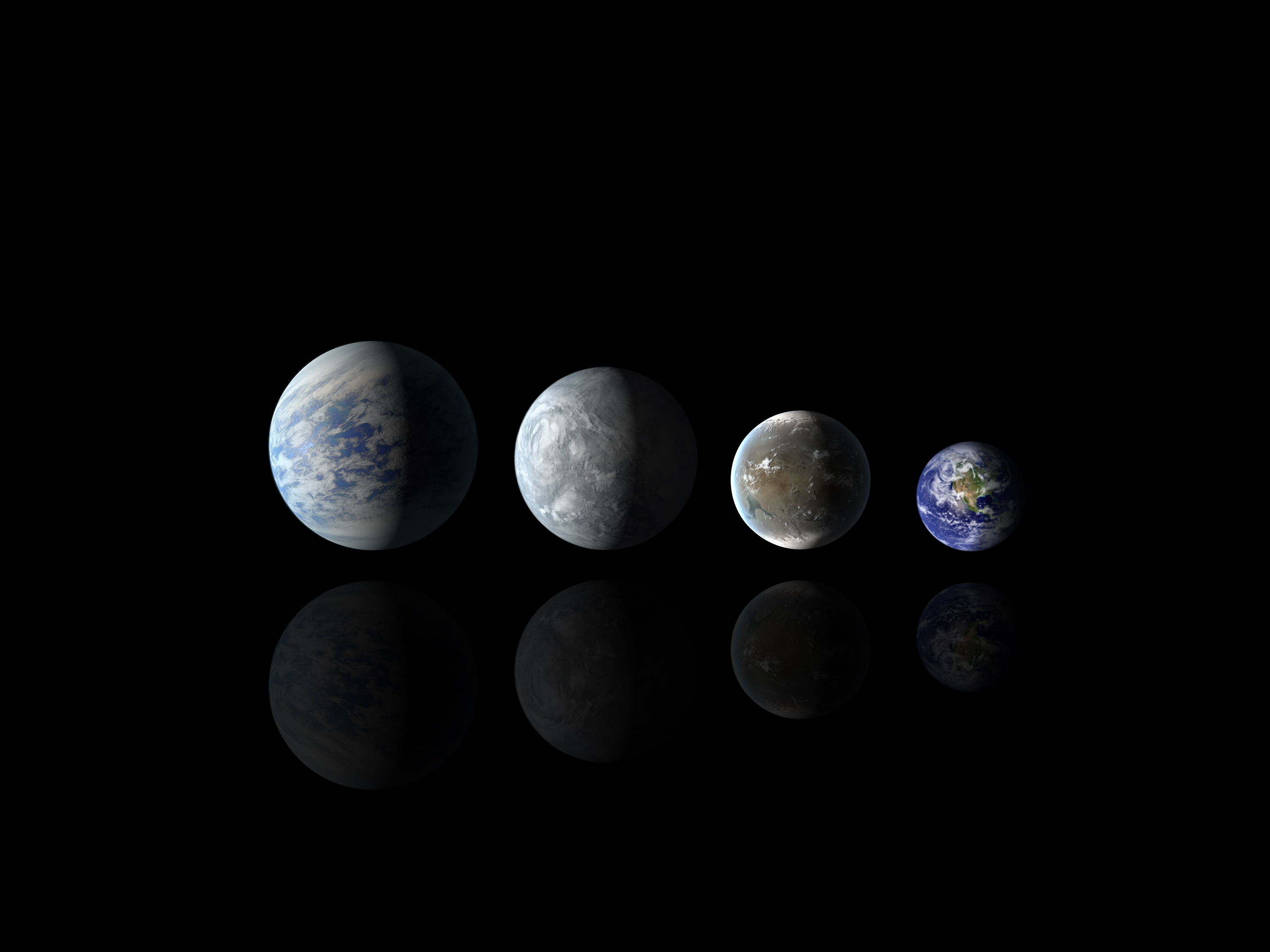
Velikostní srovnání čtyř planet. Zleva: Kepler-69c, Kepler-62e, Kepler-62f a Země

- Doba oběhu - 267,291 pozemských dní
- Sklon dráhy - 89,90°
- Rok objevu - 2013
- Metoda objevu - tranzitní
- Objeveno pomocí - teleskopu Kepler